# 伯奧克鎮區 (密蘇里州林肯縣)
伯奧克鎮區（英語：Burr Oak Township）是位於美國密蘇里州林肯縣的一個行政鎮區。

## 地方資料
伯奧克鎮區的面積為145.41平方千米，當中陸地面積為134.96平方千米，而水域面積為10.45平方千米。根據2020年美國人口普查的數據，當地共有人口3217人，而人口密度為每平方千米22.12人。